# Dmitri Sergejewitsch Korschinski
Dmitri Sergejewitsch Korschinski (russisch Дмитрий Сергеевич Коржинский; * 1. Septemberjul. / 13. September 1899greg. in St. Petersburg; † 16. Dezember 1985 in Moskau) war ein russisch-sowjetischer Geologe, Physikochemiker und Hochschullehrer.

## Leben
Korschinski, Sohn des Botanikers und Genetikers Sergei Iwanowitsch Korschinski (1861–1900), erhielt Hausunterricht von seiner Mutter, die mit Übersetzungen ihre Witwenpension aufbesserte, und wurde von Hauslehrern auf den Eintritt in die 8. Realschulklasse vorbereitet. Den Schulabschluss erreichte er 1918 nach der Oktoberrevolution im ersten Jahr des Russischen Bürgerkriegs.
1919 arbeitete Korschinski als Truppführer in einer Prospektionsarbeitsgruppe am Ural, in der Malosemelskaja-Tundra und auf der Halbinsel Kola, die in die von britischen Interventionstruppen besetzte Zone geriet. Die Mitarbeiter dieser Arbeitsgruppe wurden nun zur Weißen Armee eingezogen, in der Korschinski als Gefreiter diente. Im Februar 1920 revoltierte die Einheit, indem die Offiziere verhaftet wurden und die Soldaten in die Rote Armee übertraten. Korschinski diente bis Juli 1921 als Telefonist in Petrograd.
Nach Bestehen der externen Zulassungsprüfungen begann Korschinski das Studium am Petrograder Bergbau-Institut. Im zweiten Studienjahr wurde er von der Militärdienstpflicht befreit. Mit der erfolgreichen Verteidigung seiner Diplomarbeit mit der petrographischen Beschreibung der Gesteine des Südabhangs des Tarbagataigebirges schloss er 1926 das Studium am nun Leningrader Bergbau-Institut ab. Er arbeitete darauf am Staatlichen Geologie-Komitee (Geolkom) und nach dessen Auflösung 1931 im nachfolgenden Allrussischen Geologie-Forschungsinstitut in Leningrad.
1929–1940 lehrte Korschinski am Leningrader Bergbau-Institut (1940 Ernennung zum Professor).
1937 wurde Korschinski Mitarbeiter des aus Leningrad nach Moskau verlegten Instituts für Geochemie, Mineralogie und Kristallographie der Akademie der Wissenschaften der UdSSR (AN-SSSR, seit 1991 Russische Akademie der Wissenschaften (RAN)). Im selben Jahr wurde er ohne Verteidigung einer Dissertation zum Kandidaten der geologisch-mineralogischen Wissenschaften promoviert. 1938 verteidigte er mit Erfolg seine Doktor-Dissertation über die Faktoren der mineralischen Gleichgewichte und die mineralogischen Fazies der Tiefe für die Promotion zum Doktor der geologisch-mineralogischen Wissenschaften. 1943 wurde er zum Korrespondierenden Mitglied und 1953 zum Vollmitglied der AN-SSSR gewählt.
Korschinskis Forschungsgebiet war die Geologie der Lagerstätten der Bodenschätze Sibiriens, Zentralasiens, Kasachstans und der Ukraine, wobei das Kriwbass ein Schwerpunkt war. Er entwickelte eine thermodynamische Theorie und Methodik zur Analyse von Mineral-Paragenesen mit fixierten und beweglichen Komponenten (1936). Damit konnte er die thermodynamischen Potentiale solcher Systeme bewerten (1949). Er entwickelte physikalisch-chemische Methoden zur Analyse der natürlichen paragenetischen Minerale und eine physikalisch-chemische Theorie der metasomatischen Prozesse. Seine Hypothese zum Filtereffekt bei geologischen Prozessen (1947) wurde von Lew Nikolajewitsch Owtschinnikow und Wilen Andrejewitsch Scharikow experimentell bestätigt. Er stellte die Mobilität der Alkalimetalle bei der Formierung magmatischer Gesteine fest (1946). Er entwickelte eine Theorie der Säure-Base-Wechselwirkung von Komponenten in wässrigen Lösungen (1956) und Silikat-Schmelzen (1966) sowie eine Theorie der Granitisierung und ähnlicher Prozesse für die Beschreibung magmatischer Vorgänge (1952).
1969–1978 war Korschinski ehrenamtlicher Gründungsdirektor des Instituts für experimentelle Mineralogie der AN-SSSR. 1979 ging er in den Ruhestand.
Korschinski war Ehrenmitglied der Geological Society of America, der Society of Economic Geologists, der Geologischen Gesellschaften der DDR und Bulgariens, der Geological Society of London und der Deutschen Akademie der Naturforscher Leopoldina.
Korschinski wurde auf dem Moskauer Kunzewoer Friedhof begraben.
1995 stiftete die RAN den Korschinski-Preis für hervorragende wissenschaftliche Arbeiten im Bereich der physikalisch-chemischen Petrologie und Mineralogie. Das Laboratorium für Metamorphismus und Metasomatismus der RAN trägt seit 1997 Korschinskis Namen.
Nach Korschinski ist das Mineral Korzhinskit benannt.

## Ehrungen, Preise
- Preis des Rats für Geologie-Angelegenheiten des Rats der Volkskommissare der Sowjetunion (zusammen mit Alexander Andrejewitsch Jakschin und anderen)
- Orden des Roten Banners der Arbeit (1945, 1963, 1975)
- Stalinpreis II. Klasse (1946)[3]
- Leninorden (1953, 1969)[3]
- Leninpreis im Bereich Wissenschaft (1958 zusammen mit Anatoli Georgijewitsch Betechtin, Alexander Nikolajewitsch Sawarizki und Wiktor Arsenjewitsch Nikolajew) für die in der Monografie über grundlegende Probleme beim Studium magmatischer Erz-Lagerstätten beschriebenen Forschungen (1955)
- Held der sozialistischen Arbeit (1969)[3]
- Wernadski-Goldmedaille der AN-SSSR (1972)[9]
- Orden der Oktoberrevolution (1979)
- Roebling Medal (1980)[10]